# Emrehan Gedikli
Emrehan Gedikli (Oberhausen, 25 aprile 2003) è un calciatore tedesco, attaccante del Bursaspor.

## Caratteristiche tecniche
È un centravanti.

## Carriera

### Club
Cresciuto nel settore giovanile del Bayer Leverkusen, debutta in prima squadra il 26 novembre 2020 giocando l'incontro della fase a gironi di Europa League vinto 4-1 contro l'Hapoel Be'er Sheva.

### Nazionale
Ha giocato numerose partite con le varie nazionali giovanili tedesche.

## Statistiche

### Presenze e reti nei club
Statistiche aggiornate al 7 febbraio 2022.
| Stagione                | Squadra                 | Campionato              | Campionato | Campionato | Coppe nazionali | Coppe nazionali | Coppe nazionali | Coppe continentali | Coppe continentali | Coppe continentali | Altre coppe | Altre coppe | Altre coppe | Totale | Totale | Totale |
| Stagione                | Squadra                 | Comp                    | Pres       | Reti       | Comp            | Pres            | Reti            | Comp               | Pres               | Reti               | Comp        | Pres        | Reti        | Pres   | Reti   |        |
| ----------------------- | ----------------------- | ----------------------- | ---------- | ---------- | --------------- | --------------- | --------------- | ------------------ | ------------------ | ------------------ | ----------- | ----------- | ----------- | ------ | ------ | ------ |
| 2020-2021               | Bayer Leverkusen        | BL                      | 1          | 0          | CG              | 0               | 0               | UEL                | 3                  | 0                  | -           | -           | -           | 4      | 0      |        |
| 2021-feb. 2022          | Bayer Leverkusen        | BL                      | 0          | 0          | CG              | 0               | 0               | UEL                | 0                  | 0                  | -           | -           | -           | 0      | 0      |        |
| Totale Bayer Leverkusen | Totale Bayer Leverkusen | Totale Bayer Leverkusen | 1          | 0          |                 | 0               | 0               |                    | 3                  | 0                  |             | -           | -           | 4      | 0      |        |
| feb.-giu. 2022          | Trabzonspor             | SL                      | 0          | 0          | CT              | 0               | 0               | UECL               | -                  | -                  | -           | -           | -           | 0      | 0      |        |
| Totale carriera         | Totale carriera         | Totale carriera         | 1          | 0          |                 | 0               | 0               |                    | 3                  | 0                  |             | -           | -           | 4      | 0      |        |

## Palmarès

### Club

#### Competizioni nazionali
- Supercoppa di Turchia: 1

Trazbonspor: 2022